# Mangampeta
Mangampeta es una ciudad censal situada en el distrito YSR en el estado de Andhra Pradesh (India). Su población es de 5175 habitantes (2011). Se encuentra a 80 km de Kadapa.

## Demografía
Según el censo de 2011 la población de Mangampeta era de 5175 habitantes, de los cuales 2750 eran hombres y 2425 eran mujeres. Mangampeta tiene una tasa media de alfabetización del 67,02%, igual a la media estatal del 67,02%: la alfabetización masculina es del 78,09%, y la alfabetización femenina del 53,88%.